# 一戸氏
一戸氏（いちのへし）は、日本の氏族。

## 出自
一戸氏は南部支族であり、南部氏初代・南部光行の長男・行朝が庶子だったため家督を継げず、一戸郷を領知し野田（二戸郡一戸町）に居、その子・義実が建長年間（1249 ～ 1256年）に一戸城（現在の岩手県二戸郡一戸町）を築いて本拠として糠部郡南門を総攬した家として知られる。

## 歴史
一戸南部氏の本拠は馬淵川中部の一戸郡で累代一戸城にて治し、南北朝期以降、多くの分流を生じて岩手郡や閉伊川筋の地頭になっているものや津軽郡方面にも分流が出て、累代の世系や事跡や本末はきわめて錯綜しており、それを分別する資料が少ない。
一戸氏の分流のうち、岩手郡の北部に入って地頭となったものに、荒木田氏、平舘氏、寄木氏、堀切氏、閉伊川筋には千徳氏(仙徳、泉徳)、八木沢氏、津軽石氏、江繋氏、根井沢氏、江繋氏、九戸郡東部には野田氏、閉伊口（蛇口）氏、種市氏、鹿角郡には長牛氏、谷内氏、津軽郡には中村氏、浅瀬石（浅石）氏、十二屋氏などの各氏を輩出した。その内、荒木田氏、長牛氏、中村氏は明治2年（1869年）に何れも本姓の一戸氏に復した。
一戸氏の嫡流は甲斐の南部領を所管していたが、南北朝期に衰退してしまった。また、室町中期に至って、閉伊郡の野田、千徳に一族が分布していたが、此の時の一戸本城の事跡が不明になっている。一戸氏嫡流は代々一戸本城にあって遠江守を襲号するのが例であったが、一戸氏の嫡流ではない一戸五郎光恒の後胤と称する岩手郡の一戸党のものが、元亀天正中の一戸城に入城し継いでいた。
第24代南部家当主である三戸南部氏の南部晴政ならび南部一族の有力勢力・九戸氏の連衡と、石川（南部）信直を盟主とする南長義、北信愛の連合の間での南部一族内の対立において、天正9年（1581年）9月、城主一戸政連と政連の子一戸出羽 は、実弟の平館政包によって討死した。これは九戸政実の煽動によるものとされている。
後に第26代南部家当主となった南部信直は一戸城を攻め落として、北信愛の二男・北秀愛を城主として配し、天正19年（1591年）の九戸政実の乱では籠城して九戸氏側の夜襲に耐えた。乱の翌年、文禄元年（1592年）豊臣秀吉の命により一戸城は廃城となった。
一戸氏分家筋である一戸実富は、九戸政実の乱に際して九戸氏側に属し、秀吉の奥州再仕置軍から首謀者の一人として栗原郡三迫（現在の宮城県栗原市）で誅されて滅亡した。

## 庶家
|  |  |  |  |      |      |            |            |            |            |            |            |          |          |          |          |          |          |            |            |            |            |            |            |  |  |            |            |            |            |            |            |  |  |  |  |  |  |  |  |  |  |  |  |          |          |          |          |          |          |  |  |  |  |  |  |  |  |
|  |  |  |  |      |      |            |            |            |            |            |            |          |          |          |          |          |          |            |            | 南部光行   |            |            |            |  |  |            |            |            |            |            |            |  |  |  |  |  |  |  |  |  |  |  |  |          |          |          |          |          |          |  |  |  |  |  |  |  |  |
|  |  |  |  |      |      |            |            |            |            |            |            |          |          |          |          |          |          |            |            |            |            |            |            |  |  |            |            |            |            |            |            |  |  |  |  |  |  |  |  |  |  |  |  |          |          |          |          |          |          |  |  |  |  |  |  |  |  |
|  |  |  |  |      |      |            |            |            |            |            |            |          |          |          |          |          |          |            |            |            |            |            |            |  |  |            |            |            |            |            |            |  |  |  |  |  |  |  |  |  |  |  |  |          |          |          |          |          |          |  |  |  |  |  |  |  |  |
|  |  |  |  |      |      |            |            |            |            |            |            |          |          |          |          | 一戸行朝 | 一戸行朝 | 一戸行朝   | 一戸行朝   | 一戸行朝   | 一戸行朝   |            |            |  |  | 実光       | 実光       | 実光       | 実光       | 実光       | 実光       |  |  |  |  |  |  |  |  |  |  |  |  |          |          |          |          |          |          |  |  |  |  |  |  |  |  |
|  |  |  |  |      |      |            |            |            |            |            |            |          |          |          |          | 一戸行朝 | 一戸行朝 | 一戸行朝   | 一戸行朝   | 一戸行朝   | 一戸行朝   |            |            |  |  | 実光       | 実光       | 実光       | 実光       | 実光       | 実光       |  |  |  |  |  |  |  |  |  |  |  |  |          |          |          |          |          |          |  |  |  |  |  |  |  |  |
|  |  |  |  |      |      |            |            |            |            |            |            |          |          |          |          | 忠行     |          |            |            |            |            |            |            |  |  |            |            |            |            |            |            |  |  |  |  |  |  |  |  |  |  |  |  |          |          |          |          |          |          |  |  |  |  |  |  |  |  |
|  |  |  |  |      |      |            |            |            |            |            |            |          |          |          |          |          |          |            |            |            |            |            |            |  |  |            |            |            |            |            |            |  |  |  |  |  |  |  |  |  |  |  |  |          |          |          |          |          |          |  |  |  |  |  |  |  |  |
|  |  |  |  |      |      |            |            |            |            |            |            |          |          |          |          |          |          |            |            |            |            |            |            |  |  |            |            |            |            |            |            |  |  |  |  |  |  |  |  |  |  |  |  |          |          |          |          |          |          |  |  |  |  |  |  |  |  |
|  |  |  |  | 行重 | 行重 | 行重       | 行重       | 行重       | 行重       |            |            | 義行     | 義行     | 義行     | 義行     | 義行     | 義行     | 光恒       | 光恒       | 光恒       | 光恒       | 光恒       | 光恒       |  |  | 行政       | 行政       | 行政       | 行政       | 行政       | 行政       |  |  |  |  |  |  |  |  |  |  |  |  |          |          |          |          |          |          |  |  |  |  |  |  |  |  |
|  |  |  |  | 行重 | 行重 | 行重       | 行重       | 行重       | 行重       |            |            | 義行     | 義行     | 義行     | 義行     | 義行     | 義行     | 光恒       | 光恒       | 光恒       | 光恒       | 光恒       | 光恒       |  |  | 行政       | 行政       | 行政       | 行政       | 行政       | 行政       |  |  |  |  |  |  |  |  |  |  |  |  |          |          |          |          |          |          |  |  |  |  |  |  |  |  |
|  |  |  |  |      |      | 千徳伊豫守 | 千徳伊豫守 | 千徳伊豫守 | 千徳伊豫守 | 千徳伊豫守 | 千徳伊豫守 |          |          |          |          |          |          | 荒木田五郎 | 荒木田五郎 | 荒木田五郎 | 荒木田五郎 | 荒木田五郎 | 荒木田五郎 |  |  | 長牛弥四郎 | 長牛弥四郎 | 長牛弥四郎 | 長牛弥四郎 | 長牛弥四郎 | 長牛弥四郎 |  |  |  |  |  |  |  |  |  |  |  |  |          |          |          |          |          |          |  |  |  |  |  |  |  |  |
|  |  |  |  |      |      | 千徳伊豫守 | 千徳伊豫守 | 千徳伊豫守 | 千徳伊豫守 | 千徳伊豫守 | 千徳伊豫守 | 野田氏祖 | 野田氏祖 | 野田氏祖 | 野田氏祖 | 野田氏祖 | 野田氏祖 | 荒木田五郎 | 荒木田五郎 | 荒木田五郎 | 荒木田五郎 | 荒木田五郎 | 荒木田五郎 |  |  | 長牛弥四郎 | 長牛弥四郎 | 長牛弥四郎 | 長牛弥四郎 | 長牛弥四郎 | 長牛弥四郎 |  |  |  |  |  |  |  |  |  |  |  |  | 長牛氏祖 | 長牛氏祖 | 長牛氏祖 | 長牛氏祖 | 長牛氏祖 | 長牛氏祖 |  |  |  |  |  |  |  |  |

### 荒木田氏
南部光行の庶長男一戸行朝の庶流、一戸五郎光恒を遠祖とし、岩手郡荒木田村を領知し、在所により荒木田五郎を称したという。家伝は散逸してその後の世代は不明。
荒木田郷は七時両山峠をもって二戸郡に接し、浄法寺に越す要所であり、糠部の南門を所管したものであった。

#### 平館氏
一戸五郎光恒の後胤と称し、晴政のとき岩手郡平館村田頭村平笠村を領知し、平館城に居て、依て氏とする。
一戸政連を殺害した、実弟の平舘政包は信濃守とも隠岐守とも称される郡内では屈指の勢力下であったが、天正9年（1581年）9月、平舘氏滅亡後に信直が三戸南部氏を相続するに至って浪人したのは、信直の三戸宗家相続に反対であったためといわれている。
信濃守政包の二男平館兵庫政敏は、南部信直も出仕した御足軽頭を勤めたが後に収録され、三男義豊の子八大輔義勝は、平館氏を称し花巻に出仕した。

#### 堀切氏
一戸摂津守義実流と称し、岩手郡堀切村を領知し、氏としたが、世代の伝えを失っている。
天正19年（1591年）九戸政実の乱の際、平舘氏も堀切氏もその名は見えなく、散亡した後のようである。

#### 寄木氏
一戸五郎光恒の後胤と称し、信直に仕え岩手郡荒寄木村を領知し、氏とする。

### 野田氏
三戸南部11代伊豫守信長の妾腹の子信継が一戸家に入り、始めて九戸郡野田城に居住したと伝えられ、天正10年（1582年）一戸薩摩守政義の代に野田氏と称した。野田城は古館（野田城）と新館と呼ばれる館跡があり、古館の当初の館主は暦応元年（1338年）に一戸実朝の跡を継いだ親継とされ、野田氏の来住は永正年間（1504～21年）頃といわれ、戦国末期には九戸郡南部の有力土豪に成長した。

#### 系譜
```
　　　　　　　　　
一戸彦太郎

　　　　　　　　　　　　
行朝

　　　　　　　　　　　　┃
　　　　　　　　　　一戸摂津守
　　　　　　　　　　　　義実
　　　　　　　　┏━━━╋━━━━━━┓
　　　　　　　　某　　　左近尉　　　　義光
　　　　　　　　　　　　信実
　　　　　　　　　　　　┃
　　　　　　　　　　　　左近尉
　　　　　　　　　　　　実朝
　　　　　　　　　　　　┃
　　　　　　　　　 (南部信長実子)
　　　　　　　　　　南部伊豫守
　　　　　　　　　　　　親継(行重)
　　　　　　　　　　　　┣━━━━━━┓
　　　　　　　　　　宮道源左衛門　
野田舎人家

　　　　　　　　　 (蜷川新左衛門) 
野田
伊豫守
　　　　　　　　　　　　親政(親憲)　　行則
　　　　　　　　　　　　　　　　　　　┃
　　　　　　　　　　　　　　　　　　　薩摩守
　　　　　　　　　　　　　　　　　　　義行
　　　　　　　　　　　　　　　　　　　┃
　　　　　　　　　　　　　　　　　　　左近尉
　　　　　　　　　　　　　　　　　　　則親
　　　　　　　　　　　　　　　　　　　┃
　　　　　　　　　　　　　　　　　　　薩摩守
　　　　　　　　　　　　　　　　　　　則光
　　　　　　　　　　　　　　　　　　　┃
　　　　　　　　　　　　　　　　　　　掃部亮
　　　　　　　　　　　　　　　　　　　行親
　　　　　　　　　　　　　　　　　　　┃
　　　　　　　　　　　　　　　　　　　源左衛門
　　　　　　　　　　　　　　　　　　　義親
　　　　　　　　　　　　　　　　　　　┃
　　　　　　　　　　　　　　　　　　　左近尉
　　　　　　　　　　　　　　　　　　　義継
　　　　　　　　　　　　　　　　　　　┃
　　　　　　　　　　　　　　　　　　　薩摩守
　　　　　　　　　　　　　　　　　　　政義
　　　　　　　　　　　　　　　　　　　┣━━━━━━━━━━━━━━━━━━━━━━━━┳━━━━━━━┓
　　　　　　　　　　　　　　　　　　　掃部助　　　　　　　　　　　　　　　　　　　　野田角蔵　　　　
野田半左衛門家

　　　　　　　　　　　　　　　　　　　直親(政親)　　　　　　　　　　　　　　　　　　　　親正　　　　野田弥右衛門
　　　　　　　　　　　　　　　　　　　┣━━━━━━━┓　　　　　　　　　　　　　　　　　　　　　　　　親清
　　　　　　　　　　　　　　　　　　　源左衛門　　　　親定　　　　　　　　　　　　　　　　　　　　　　　┃
　　　　　　　　　　　　　　　　　　　親春(親忠)　(野田家養子)　　　　　　　　　　　　　　　　　　　　　源七郎
　　　　　　　　　　　　　　　　　　　┃　　　　　　　　　　　　　　　　　　　　　　　　　　　　　　　　正親
　　　　　　　　　　　　　　　　　　　左近　　　　　　　　　　　　　　　　　　　　　　　　　　　　　　　┃
　　　　　　　　　　　　　　　　　　　高道　　　　　　　　　　　　　　　　　　　　　　　　　　　　　　　弥右衛門
　　　　　　　　　　　　　　　　　　　┣━━━━━┳━━━━━━━━━━━━━━━━━━━━━┓　　　　長正
　　　　　　　　　　　　　　　　　　　
野田司馬家
　　典膳　　　　　　　　　　　　　　　　　　野田理右衛門　┃
　　　　　　　　　　　　　　　　　　　源左衛門　　親長　　　　　　　　　　　　　　　　　　　　親常　　　左市助
　　　　　　　　　　　　　　　　　　　親武　　　　┣━━━━━━┳━━━━━━┳━━━━━━┓　　　　　政行
　　　　　　　　　　　　　　　　　　　┃　　　　　掃部助　　
野田半九郎家
　　　　親條　　　　　親純　　　　　┃
　　　　　　　　　　　　　　　　　　　理左衛門　　親富　　　野田定右衛門(本堂家養子)(中原家養子)　　　　弥右衛門
　　　　　　　　　　　　　　　　　　　親高　　　　┃　　　　　　親栄　　　　　　　　　　　　　　　　　　政武
　　　　　　　　　　　　　　　　　　　┃　　　　　源左衛門　　　┃　　　　　　　　　　　　　　　　　　　┣━━━━━┓
　　　　　　　　　　　　　　　　　　　市左衛門　　親章　　　　　八十右衛門　　　　　　　　　　　　　　　弥右衛門　　半右衛門
　　　　　　　　　　　　　　　　　　　親盈　　　　┣━━━┓　　真親　　　　　　　　　　　　　　　　　　政望　　　　呢眤(政明)
　　　　　　　　　　　　　　　　　　　┃　　　　　親廣　　伊豫　┃　　　　　　　　　　　　　　　　　　　┣━━━━━┓
　　　　　　　　　　　　　　　　　　　利右衛門　　　　　　親興　　　　　　　　　　　　　　　　　　　　　政辰　　　　弥太夫
　　　　　　　　　　　　　　　　　　　親章　　　　　　　　　　　　　　　　　　　　　　　　　　　　　(野田家養子)　　親純
　　　　　　　　　　　　　　　　　　　┃　　　　　　　　　　　　　　　　　　　　　　　　　　　　　　　　　　　　　　┃
　　　　　　　　　　　　　　　　　　　　　　　　　　　　　　　　　　　　　　　　　　　　　　　　　　　　　　　　　　親望
```

### 種市氏
九戸郡種市村に600石を賜わり氏とする。

#### 蛇口氏
九戸郡閉伊口村に住す。天正17年、同郡蛇口村に替地を賜わり、種市氏から是より蛇口氏を称する。

### 米田氏
一戸掃部助忠行嫡流家分、信直より三戸郡米田村一円を与えられ氏とする。

### 千徳氏
文亀3年（1503年）、南部信時は一戸掃部助忠行二男、一戸信濃守政英を閉伊郡の取り締まりとして起用し閉伊郡千徳村を賜わり代々千徳村千徳館に住するも、嫡流子孫、天正の頃に至て滅亡、絶家する。
天正10年（1582年）以後は伊豫守行重を祖とする子孫が後住として千徳館に居城した。

### 津軽石氏
閉伊郡津軽石村に、以ての氏とする。

### 八木澤氏
閉伊郡八木澤村に居住。

### 江繋氏
閉伊郡江繋村八木澤村重茂村を賜わり、江繋城に居て、依て氏とする。

### 根井沢氏
閉伊郡根井沢村に、以ての氏とする。

### 長牛氏
鹿角郡長牛村を浅瀬石村を賜わり氏とする。

### 中村一戸氏
一戸摂津守義実の孫光連が、弘安3年（1280年）3月、津軽中村に700石を賜わり、中村の祖となった。

### 浅瀬石氏
石川高信に津軽にて仕え、浅瀬石村を賜わり氏とする。

#### 系譜
```
　　　　　　　　　　　　（
一戸氏
）
　　　　　　　　　　　　　一戸掃部助
　　　　　　　　　　　　　　　忠行
　　　　　　　　　┏━━━━━╋━━━━━━━━━┳━━━━━━━━━━━━━━┓
　　　　　　　一戸八郎　　仙徳伊豫守　　　　　一戸五郎　　　　　　　　　　　一戸弥四郎
　　　　　　　　　義行　　　　行重　　　　　　　　光恒　　　　　　　　　　　　　行政
　　　　　　　　　┃　　　　　∥　　　　　　　　　┣━━━━━┳━━━━┓　　　┃
　　　　　　　(
津軽石氏
)　　　∥　　　　　　　(荒木田家)　(寄木家)　(平館家)　(長牛家)
　　　　　　　　　　　　（此間代数不詳）
　　　　　　　　　　　　　　　∥
　　　　　　　　　┏━━━━━┫
　　　　　　　　仙徳某　　　
浅瀬石
安藝守
　　　　　　　 （断絶） 　　　某
　　　　　　　　　　　　　　　┃
　　　　　　　　　　　　　　　右近
　　　　　　　　　　　　　　　長定
　　　　　　　　　　　　　　　┃
　　　　　　　　　　　　　　　清左衛門
　　　　　　　　　　　　　　　義冨(安一、作定)
　　　　　　　　　　　　　　　┣━━━━━━━┓
　　　　　　　　　　　　　　　甚左衛門　　　　正俊
　　　　　　　　　　　　　　　長治(安長)　浅石治郎左衛門
　　　　　　　　　　　　　　　┣━━━━━━━━━━┳━━━━━┓
　　　　　　　　　　　　　　　文右衛門　　　　　　義及　　　　長舊
　　　　　　　　　　　　　　　長高(長治、長時) (城家養子) 浅石治左衛門
　　　　　　　　　　　　　　　┃
　　　　　　　　　　　　　　　清四郎
　　　　　　　　　　　　　　　長好(長達、長光)
　　　　　　　　　　　　　　　┣━━━━━━━━━┓
　　　　　　　　　　　　　　　清四郎　　　　　　　良定
　　　　　　　　　　　　　　　長賢(賢一、作貞) (峯家養子)
　　　　　　　　　　　　　　　┃
　　　　　　　　　　　　　　　清左衛門
　　　　　　　　　　　　　　　長舊
　　　　　　　　　　　　　　　┃
　　　　　　　　　　　　　　　清左衛門
　　　　　　　　　　　　　　　長茂
```